# Oskar Holweck
Oskar Holweck (* 19. November 1924 in St. Ingbert, Saarland; † 30. Januar 2007 ebenda) war ein deutscher Bildender Künstler und Kunstpädagoge.

## Leben
1943 bis 1945 leistete Holweck seinen Wehrdienst ab, nach Kriegsende geriet er in Gefangenschaft. Von 1946 bis 1949 studierte er an der Staatlichen Schule für Kunst und Handwerk in Saarbrücken bei Boris Kleint. 1949 bis 1951 nahm er das Studium an der Ecole des arts appliqués à l’industrie und an der Académie de la Grande Chaumière, beide Paris, auf. 1951 wurde er als Assistent an die Staatliche Schule für Kunst und Handwerk berufen. Danach war er ab 1956 als Leiter der Klasse „Grundlehre“ bei derselben Schule tätig, zusätzlich lehrte er an der Staatlichen Werkkunstschule in Saarbrücken sowie an der Fachhochschule des Saarlandes im Fachbereich Design in seinem Spezialgebiet „Gestaltungslehre“. Die im Jahr 1956 von ihm für den Marienpark Hasenberg in Ensdorf an der Saar  entworfenen Mosaiken zählen zu seinen letzten gegenständlichen Werken.
1958 schloss sich Holweck der kurz zuvor von Heinz Mack und Otto Piene gegründeten Künstlergruppe ZERO an, die sich als Gegenströmung und Alternative zu der  informellen Malerei der Nachkriegszeit verstand. Holweck war an zahlreichen Ausstellungen der Gruppe ZERO beteiligt. Internationale Aufmerksamkeit erwarb er sich mit seinen vielbeachteten Grundlehre-Ausstellungen „Sehen“, die in Deutschland, der Schweiz und in Großbritannien erfolgreich gezeigt wurden. Holweck lehnte 1959 und 1972 Einladungen zur documenta in Kassel ebenso ab wie etliche Berufungen an andere Kunsthochschulen. Zur Übernahme eines Lehrstuhls an der Staatlichen Akademie der Bildenden Künste Stuttgart beispielsweise, zu der ihn 1973 der damalige Rektor Wolfgang Kermer, ehedem Absolvent der Holweck-Grundlehre, mit breiter Unterstützung seiner Hochschule bewegen wollte, konnte er sich aus familiären Gründen nicht entschließen.
Seine Tuschzeichnungen aus den 50er Jahren sind dem Informel zuzuordnen; sie sind geprägt  von einer nahezu konstruktiv-konkreten Struktur und weisen häufig serielle Ordnungen auf. Seit den 1960er Jahren arbeitet Holweck fast ausschließlich mit seiner meisterlich ausgeformten Technik des Papierrisses. Zweidimensional angelegt, oftmals jedoch dreidimensional wirkend, schafft er flächige Arbeiten ebenso wie plastisch gestaltete Werke. Dabei verwendet er unterschiedliche Techniken: Er reißt, staucht, faltet, zerknüllt und fächert Papier auf. Seine Papierplastiken nahmen im Laufe der Zeit immer filigranere und kompliziertere Strukturen an. „Oskar Holwecks großes Verdienst ist es, Papier als künstlerisches Medium auf höchstem Niveau entwickelt, durchgesetzt und „eigensinnig“ vollendet zu haben“ (Dietfried Gerhardus, Kunstwissenschaftler).
Sein künstlerisches Credo formulierte Holweck 1980 so: „Mein Hauptanliegen ist, dem Material Formen seiner eigenen Art abzugewinnen und dabei die Auswirkungen des Lichtes auf Oberflächen, in Hohlräumen und durch die Materialeigenschaften bedingt zu konkretisieren - nicht zu imitieren.“
Holweck hatte sich den Ruf eines international anerkannten und geschätzten Künstlers erworben. Er war einer der bedeutendsten Künstler, die das Saarland hervorgebracht hat. Oskar Holweck war Mitglied im Deutschen Künstlerbund. Im Jahr 1989 beendete er seine Lehrtätigkeit in Saarbrücken. Am 30. Januar 2007 starb er im Alter von 82 Jahren in seiner Geburtsstadt St. Ingbert.

## Auszeichnungen / Preise
- 1972 Verleihung des Professoren-Titels
- 1978 Kunstpreis des Saarlandes, der wichtigste saarländische Kulturpreis
- 1990 Saarländischer Verdienstorden[2][3]
- 1994 Albert-Weisgerber-Preis für Bildende Kunst der Stadt St. Ingbert